# Файлообменная сеть
Файлообменная сеть — собирательное название одноранговых компьютерных сетей для совместного использования файлов, основанных на равноправии участвующих в обмене файлами, то есть каждый участник одновременно является и клиентом, и сервером.

## Типы организации файлообменных сетей

### Централизованные сети
Несмотря на то, что каждый участник файлообменной сети является и клиентом, и сервером, необходима инфраструктура для объединения разрозненных клиентов между собой в определённое сообщество. В централизованных файлообменных сетях служебную информацию хранят индексационные серверы.
Достоинством такой сети является относительная простота программирования такой сети и небольшой объём служебной информации, передаваемой на серверы. Закрытие сетей Napster и WinMX показало ненадёжность централизованных файлообменных сетей. Индексационные серверы могут быть отключены по разным причинам (технический сбой, разорение владеющей компании, судебное решение). В таком случае сеть перестаёт функционировать. К централизованным сетям относится Direct Connect.

### Децентрализованные сети
Децентрализованные файлообменные сети функционируют без индексационных серверов. Хотя объём передаваемой служебной информации в них больше, надёжность их гораздо выше. Пока не существует способа насильно остановить функционирование такой сети. К децентрализованным сетям относятся Gnutella, RetroShare, Overnet, Kad.

### Частично децентрализованные (гибридные) сети
Сочетая скорость централизованных сетей и надёжность децентрализованных, используются гибридные схемы, в которых используются независимые индексационные сервера, постоянно синхронизирующие информацию между собой. Таким образом, при выходе из строя одного из них сеть продолжает функционировать. К частично децентрализованным файлообменным сетям относятся eDonkey2000, OpenNap.

## Принципы работы
Чтобы начать работу в файлообменной сети, пользователь скачивает соответствующую программу себе на компьютер и разрешает доступ другим пользователям к некоторой части своих ресурсов (этот процесс на компьютерном жаргоне называется «расшариванием», от англ. sharing). В каждой такой программе присутствует возможность поиска ресурсов, выложенных на компьютерах других пользователей для свободного скачивания.
Любой пользователь, используя поиск, может найти на компьютере любого другого пользователя те ресурсы, которые тот выложил в свободный доступ, и бесплатно скачать их. А так как количество пользователей таких файлообменных программ исчисляется сотнями тысяч, а иногда даже миллионами, пользователь скорее всего найдет нужный ему файл.

## Известные децентрализованные и гибридные файлообменные сети
- I2P — это анонимная, самоорганизующаяся распределённая сеть, которая использует модифицированный DHT, но отличается тем, что хранит в себе хешированные адреса узлов сети, зашифрованные AES IP-адреса, а также публичные ключи шифрования. Предоставляет приложениям простой транспортный механизм для анонимного и защищённого обмена сообщениями. Весь трафик в сети шифруется от отправителя до получателя, в сумме при пересылке сообщения используется четыре уровня шифрования (сквозное, чесночное, туннельное, а также шифрование транспортного уровня), а в качестве адресов сети используются криптографические идентификаторы (главным образом состоящие из пары публичных ключей).
- ED2K (eDonkey2000) — сеть децентрализованного типа. Поиск выполняют специализированные серверы, связанные между собой. Клиенты самостоятельно обмениваются по протоколу MFTP. Компания MetaMachine, разработчик исходной концепции и первого клиента, основанного на веб-интерфейсе (Edonkey 2000 v1.4.5), в 2005 году прекратила поддержку этого проекта, однако сеть продолжает функционировать за счёт более совершенного и более мощного клиента eMule, который использует механизмы Kademlia для построения децентрализованного сегмента eD2k.
- TC (TrueChat) — малоизвестная сеть, в основном для общения использующая сервер (обычно с публичным IP) для связи клиентов (peer-hub-peer) (автор TC)[уточнить].
- Overnet, Kad — децентрализованные технологии на базе протокола Kademlia, обслуживающие поиск по сети eDonkey2000 (eD2k).
- BitTorrent — технология распределённого распространения файлов, как правило, большого объёма. Отличается высокой скоростью и централизованностью. Некоторые BitTorrent-клиенты поддерживают DHT и могут работать без центрального сервера (трекера).
- Direct Connect — представляет собой слабо связанные между собой выделенные сервера для поиска (хабы). Хабы Direct Connect очень удобны для организации файлового обмена в локальных сетях.
- Advanced Direct Connect — эволюционное развитие сетей Direct Connect с устранением основных недостатков.
- FastTrack, iMesh[англ.] — первоначально была реализована в KaZaA.
- OpenFT — открытое продолжение сети FastTrack. Поддерживается клиентами giFT (KCeasy), MLDonkey.
- Gnutella — полностью децентрализованная сеть, использующая протокол, разработанный компанией Nullsoft, основанный на HTTP-загрузках. Самоорганизация сети происходит за счет автоматического взаимообмена данными нод-листа между соединёнными клиентами. Клиенты: Shareaza, BearShare , LimeWire, Gnucleus, Phex[англ.].
- Gnutella2 — расширение протокола Gnutella. Основные изменения коснулись только организации системы поиска файлов. Так, удалось снизить общую нагрузку на сеть, применяя адресную рассылку запросов только тем клиентам, у которых находится искомый файл. Также была исключена проблема с ложной инициацией атаки типа UDP-flood. Во всем остальном сеть полностью аналогична Gnutella1. Основной клиент — Shareaza.
- Ares — файлообменная сеть для любых файлов.
- Soulseek — проприетарный протокол. Весь поиск происходит через центральный сервер, на котором есть бесплатная регистрация и платная подписка[2]. Клиенты: Soulseek, MLDonkey, SolarSeek.
- Freenet, GNUnet, Entropy — файлообменные анонимные сети, устойчивые к интернет-цензуре.
- MP2P (Manolito P2P) — поддерживается клиентами Blubster[3], Piolet[4], RockItNet.
- NEOnet[англ.] — частично-децентрализованая коммерческая сеть на условно-платной основе. Является специфической вспомогательной модификацией протокола DHT при работе в отделенном коммерческом сегменте сети Gnutella, поддерживаемом с помощью клиента Morpheus[англ.]. Свойства криптографической защиты и сетевой анонимности в сети NeoNet не поддерживаются.
- Filetopia — потенциально безопасная сеть для обмена самым разным контентом.
- MUTE.
- Nodezilla — файлообменная анонимная сеть.
- Peer2Mail — принципиально это даже не пиринговая сеть, а разновидность ПО, позволяющего передавать файлы между двумя хостами (peer-to-peer), используя почтовые сервисы в качестве роутера. Технология передачи файлов основана на инкапсуляции в SMTP-протокол.
- Ants p2p — открытая P2P-сеть 3-го поколения повышенной безопасности. Java-клиент.
- Rodi — поддерживает поиск по содержанию файлов. Java-клиент.
- BeShare — сеть, ориентированная на BeOS.
- JXTA — стандартизация P2P спецификаций и протоколов.
- RShare — открытая анонимная сеть P2P.
- RetroShare — Обмен сообщениями и файлами, голосовая связь, чаты и форумы.
- WiPeer — сеть, действующая напрямую между компьютерами, минуя оборудование провайдера. Таким образом, сеть полностью свободна от цензуры.
- SKad или OpenKAD — модификация протокола Kademlia. Полностью децентрализованные сети этого типа создавались преимущественно в Японии. Первым шагом в этом направлении стала программа Winny[англ.]. Дальнейшее развитие этой сети в сторону сетевой анонимности привело к появлению программы Share[англ.]. На сегодняшний день существует и третья версия под управлением программы Perfect Dark. Все три версии сети SKad развивались параллельно и хотя они имеют много общего, но из-за видоизменения процедуры кодирования нод-листа в сторону более жёсткого шифрования они не совместимы между собой. Таким образом, все три программы образовали три идентичные сети с разными степенями защищенности.
- Usenet — глобальная доска объявлений.
- Poisoned — программа для работы с файлообменными сетями Gnutella, OpenFT, FastTrack в среде операционной системы Mac OS X. Представляет собой графический интерфейс для фонового приложения giFT.
- Netsukuku — (не файлообменная?) сеть нового поколения, представляет собой ячеистую сеть передачи данных, заменяет 3-й уровень современной модели OSI другим протоколом маршрутизации. Протокол Netsukuku выстраивает структуру сети в виде фрактала. Сеть является распределённой, масштабируемой, анонимной и не контролируемой, отдельно от Интернета, без поддержки каких-либо служб и государственных каналов. Для расчёта всех необходимых путей связи узла со всеми остальными узлами протокол использует алгоритм Quantum Shortest Path Netsukuku (QSPN). Пропускная способность сети ограничивается возможностями нынешних сетевых карт. Поскольку в Netsukuku нет провайдеров, то нет и возможности отключить кого бы то ни было от сети. Так как адреса в Netsukuku раздаются случайным образом, то неизвестно даже, где находится и кому принадлежит нода, ответственная за хранение тех или иных байтов. В результате образуется полная свобода и полное равноправие.
- Peers- файлообменная сеть портала Электронный город. Сеть объединяет пользователей нескольких операторов связи в Новосибирске, Кемерово, Томске, Омске, Барнауле, Сургуте и Владивостоке.

## Упоминания в литературе
Описание принципа децентрализованной сети:

Храм должен был быть вечным. Как сама глубина. А значит, не зависеть ни от одного сервера. Создающие Храм программы свободно блуждают по сети, их фрагменты дублируются, рекомбинируются, самостоятельно организуются для работы. Чтобы Храм исчез, надо уничтожить все машины в сети. Точнее, более девяноста трёх процентов на нынешний момент.
— Сергей Лукьяненко, «Фальшивые зеркала»